# 2000 (breakdance)

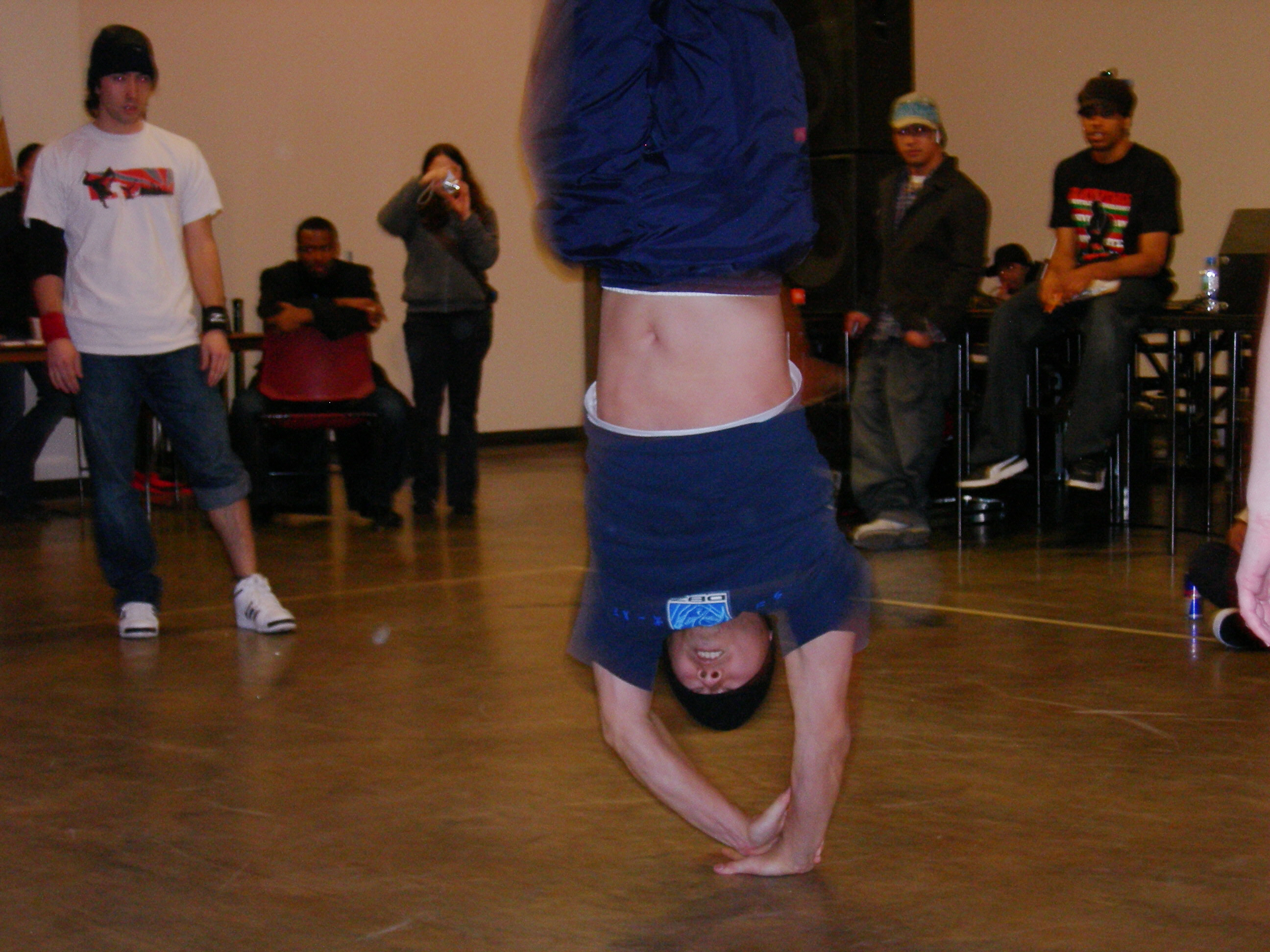
Een 2000 tijdens een breakdance jam in Seattle

De 2000 is de bekendste variant op een breakdance-beweging genaamd 1990.
De move bestaat uit een sneldraaiende handstand op twee handen. Qua kracht is de 2000 gemakkelijker uit te voeren: twee handen bieden meer steun dan een. Wat betreft het bewaren van balans is de 2000 juist moeilijker dan de 1990: bij de eerste worden de handen opeen gelegd, terwijl bij de 1990 het lichaamsgewicht kan worden verplaatst naar de tweede hand.